# 弗洛伊茲諾布斯 (印地安納州)
弗洛伊茲諾布斯（英語：Floyds Knobs）是位於美國印地安納州弗洛伊德縣的一個非建制地區。該地的面積和人口皆未知。